# Malkapur, Homnabad
Malkapur là một làng thuộc tehsil Homnabad, huyện Bidar, bang Karnataka, Ấn Độ.